# А-душ-Негруш
А-душ-Негруш (порт. A dos Negros) — район (фрегезия) в Португалии, входит в округ Лейрия. Является составной частью муниципалитета Обидуш. По старому административному делению входил в провинцию Эштремадура. Входит в экономико-статистический субрегион Оэште, который входит в Центральный регион. В 2001 году население составляло 1493 человека. Занимает площадь 16,82 км².
Покровителем района считается Мария Магдалина (порт. Santa Maria Madalena).